# Scaroidana flavida
Scaroidana flavida är en insektsart som beskrevs av Henry Fairfield Osborn 1938. Scaroidana flavida ingår i släktet Scaroidana och familjen dvärgstritar. Inga underarter finns listade i Catalogue of Life.